# Rolf Dobelli
Rolf Dobelli (Lucerna, 1966) è uno scrittore e imprenditore svizzero, divenuto noto nel 2011 per il saggio di auto-aiuto intitolato L'arte di pensare bene.

## Biografia
Nato a Lucerna nel 1966 in Svizzera, nel 1991 ha conseguito un MBA in filosofia ed economia aziendale presso l'Università di San Gallo dove si è laureato e dove ha conseguito nel 1995 un dottorato in filosofia economica con la dissertazione Decostruzione del discorso economico. Negli anni ha lavorato per diverse aziende svizzere. Nel 1999 ha cofondato la casa editrice getAbstract, una casa editrice che pubblica sintesi di libri e articoli..
Dal 2001 al 2009, Dobelli ha condotto un programma televisivo intitolato Seitenweise Wirtschaft per il canale NZZ. Dobelli ha inoltre pubblicato settimanalmente degli editoriali sull'Arte di pensare chiaro.
Ha incominciato la sua carriera di romanziere nel 2002, ma nel 2011 ha ottenuto fama internazionale attraverso la pubblicazione del saggio di auto-aiuto L'arte di pensare bene, edito in Italia da Garzanti due anni dopo.
Nel 2011 ha deciso di licenziarsi dalla sua azienda getAbstract per dedicarsi completamente alla scrittura.
La rivista The Times lo ha definito «il guru del self-help che i tedeschi amano».
Dobelli fa parte della Edge Foundation, Inc., un'associazione di intellettuali, di PEN International, della Royal Society of Arts e ha fondato il gruppo World Minds.

## Opere
La maggior parte dei libri di Dobelli sono in lingua tedesca. Tuttavia le sue opere sono state tradotte in diversi paesi, Italia compresa.

### In italiano
- L'arte di pensare chiaro (e di lasciare agli altri le idee confuse), Garzanti, 2013.
- Smetti di leggere notizie, Il Saggiatore, 2020.

### In tedesco
- Fünfunddreissig (Thirty-five), 2003.
- Und was machen Sie beruflich? (And What Do You Do for a Living?), 2004.
- Himmelreich (The Heavens), 2006.
- Wer bin ich? (Who Am I?), 2007.
- Turbulenzen (Turbulence), 2007.
- Massimo Marini, 2010.
- Die Kunst des klaren Denkens (The Art of Thinking Clearly), 2011.
- Die Kunst des klugen Handelns (The Art of Acting Clearly), 2012.
- Fragen an das Leben, 2014.
- Die Kunst des guten Lebens, 2017.
- Die Kunst des digitalen Lebens, 2019.

### In inglese
- The art of thinking clearly, Sceptre, 2013, ISBN 978-1-4447-5954-9.
- The art of the good life, Sceptre, 2017.
- Stop Reading the News, Hodder & Stoughton, 2020.